# Holographic Versatile Disc
HVD (siglas en inglés de Holographic Versatile Disc) o Disco Holográfico Versátil es una tecnología de discos ópticos que incrementa la capacidad de almacenamiento por encima de los sistemas ópticos Blu-ray y HD DVD.

## Visión general

Estructura del Disco versátil holográfico
1. Láser de escritura/lectura verde (532nm)
2. Láser de posicionamiento y direccionamiento rojo (650nm)
3. Holograma (datos)
4. Capa de policarbonato
5. Capa foto polimérica (la capa que contiene los datos)
6. Capas de distancia
7. Capa dicroica (reflectante de la luz verde)
8. Capa reflectiva de aluminio (reflectante de la luz roja)
9. Base transparente
P. PIT

Los discos HVD tienen una máxima capacidad de hasta 3,9 terabytes (TB) de información con una tasa de transferencia de 1 Gbit/s.

### Características
Todos los libros de una de las bibliotecas más grandes del mundo, la Biblioteca del Congreso de Estados Unidos, vendrían a ocupar unos 20 Terabytes de texto. Sin contar con las imágenes, toda esta información se podría almacenar en poco más de seis de estos discos.[cita requerida]
El artículo hace notar que la tasa de transferencia es, en promedio, de 1 gigabit/segundo, o sea 0,125 gigabytes por segundo o 128 megabytes/segundo. En comparación, una unidad CD-ROM 56x transfiere como máximo a 8,4 megabytes/segundo y los DVD 16x transfieren a 22 Megabytes/segundo.[cita requerida]
A finales de 2001, los discos más rápidos eran capaces de mantener una latencia promedio de tres milisegundos, un tiempo promedio de búsqueda entre 4 y 7 milisegundos y tasas máximas de transferencia de alrededor de 50-60MB/s para discos EIDE y SCSI, respectivamente. Los discos HVD podrían transferir la información hasta dos veces más rápido que los discos duros más modernos.[cita requerida]
A esta velocidad, una película muy comprimida (600 MB) podría ser transferida en 4,7 segundos. La capacidad completa del disco se podría transmitir en 13 horas y 39 minutos, lo que equivaldría a 820 películas en DVD.[cita requerida]

### Funcionamiento
Se emplea una técnica conocida como holografía colineal - en la cual dos láseres, uno rojo y otro verde-azul, se combinan en un único haz. El láser verde-azul lee los datos codificados como crestas de interferencias en una capa holográfica cerca de la superficie del disco, mientras que el láser rojo se utiliza para leer información para el servomecanismo de una capa tradicional de CD de aluminio situada debajo, la cual se usa para controlar la posición de la cabeza de lectura sobre el disco, de forma similar a la información de cabeza, pista y sector utilizada en un disco duro convencional (en un CD o DVD esta información está intercalada entre los datos).
Se emplea una capa de espejo dicroico entre las dos capas anteriores para permitir el paso del láser rojo y reflejar el láser verde-azul, lo cual impide que se produzcan interferencias debidas a la refracción de este haz en los huecos de la capa inferior, técnica que supone un avance con respecto a otras técnicas de almacenamiento holográfico que, o bien sufrían demasiadas interferencias o simplemente carecían por completo de información servomecánica, lo cual las hacía incompatibles con la tecnología actual de CD y DVD.

## Historia

### HVD Alliance
La HVD Alliance es un grupo de compañías que se han unido en un foro de pruebas y discusión técnica de todos los aspectos del diseño y producción de HVD con la esperanza de acelerar el desarrollo.
Esta alianza fue formada originalmente por seis compañías en Yokohama, Japón, el 2 de febrero de 2005.[cita requerida]
En febrero de 2006 los miembros eran:
- Alps Electric Corporation, Ltd.
- CMC Magnetics Corporation
- Dainippon Ink and Chemicals, Inc. (DIC)
- EMTEC International (subsidiary of the MPO Group)
- Fuji Photo Film Company, Ltd.
- Konica Minolta Holdings, Inc.
- LiteOn Technology Corporation
- Moser Baer, (India)
- Mitsubishi Kagaku Media Company, Ltd. (MKM)
- Nippon Kayaku Co., Ltd.
- Nippon Paint Company, Ltd.
- Optware Corporation
- Pulstec Industrial Company, Ltd.
- Shibaura Mechatronics Corporation
- Software Architects, Inc.
- Suruga Seiki Company, Ltd.
- Targray Technology International, Inc.
- Teijin Chemicals, Ltd.
- Toagosei Company, Ltd.
- Tokiwa Optical Corporation

1. No se ha concretado, pero recientemente Nintendo hizo una patente de estos discos junto a la compañía inPhase technologies.